# McCauley and Meyer Barns
Les McCauley and Meyer Barns sont des granges américaines situées dans le comté de Mariposa, en Californie. Protégées au sein du parc national de Yosemite, elles sont inscrites au Registre national des lieux historiques depuis le 15 juin 1978.